# سد 9 أبريل 1947
سد 9أبريل 1947 ويسمى أيضاً سد الحاشف، هو سد يوجد في جهة طنجة تطوان على بعد 30 كيلومتر جنوب مدينة طنجة. بني سنة 1995 وتصل قدرته الاستيعابية إلى 300 مليون متر مكعب. يعتبر سد 9أبريل من أكبر مزودي طنجة بالمياه وهو يقع في منطقة إستراتيجية بجبال الريف التي تتجاوز فيها كمية التساقطات السنوية 900 mm
- الارتفاع عند الأساس: 52 متر.
- الطول عند القمة: 540 متر.